# Opatov (ort i Tjeckien, Pardubice)
Opatov är en ort i Tjeckien.   Den ligger i regionen Pardubice, i den östra delen av landet, 150 km öster om huvudstaden Prag. Opatov ligger 436 meter över havet och antalet invånare är 1 124.
Terrängen runt Opatov är kuperad åt nordost, men åt sydväst är den platt. Runt Opatov är det ganska tätbefolkat, med 78 invånare per kvadratkilometer. Närmaste större samhälle är Svitavy, 8,1 km söder om Opatov. Trakten runt Opatov består till största delen av jordbruksmark.